# 腐レンズ
『腐レンズ』（ふレンズ）は2011年5月4日にリリースされた腐男塾・中野腐女シスターズの2ndアルバム。発売元はインペリアルレコード。

## 概要
通常盤と初回限定盤（初回限定盤A）（初回限定盤B）が発売された。初回限定盤AにはDVDが、初回限定盤Bにはゲーム「ラグナロクオンライン」内で限定アイテムを取得できるシリアルナンバー入りカードが付属している。

## 収録曲
1. Rusty Sword（腐男塾）
  - 作詞/作曲：はなわ 編曲：成田忍
2. 同じ時代に生まれた若者たち（腐男塾）
  - 作詞/作曲：はなわ 編曲：成田忍
3. 傷だらけのレシーバー（中野腐女子学園バレーボール部）
  - 作詞：はなわ 作曲：広瀬香美 編曲：成田忍
4. 無敵!夏休み（腐男塾）
  - 作詞/作曲：はなわ 編曲：成田忍
5. Honey Bee〜（中野腐女シスターズ）
  - 作詞/作曲：はなわ 編曲：成田忍
6. フーフー724（中野腐女シスターズ）
  - 作詞/作曲：はなわ 編曲：成田忍
7. キスしたいな（よーくん♥きゃんち）
  - 作詞：はなわ 作曲：寺岡呼人 編曲：成田忍
8. サイリウムライト（中野腐女シスターズ）
  - 作詞/作曲：はなわ 編曲：成田忍
9. 草食ライオン（腐男塾）
  - 作詞/作曲：はなわ 編曲：成田忍
10. BOY'S LOVE〜拳のハーモニー編〜（URAREN）
  - 作詞/作曲：はなわ 編曲：成田忍
11. wktk数え唄（中野腐女シスターズ）
  - 作詞/作曲：はなわ 編曲：成田忍
12. tomorrow（中野腐女シスターズ）
  - 作詞/作曲：川嶋あい 編曲：長澤孝志
13. きまぐれのやる気（腐男塾）
  - 作詞/作曲：はなわ 編曲：成田忍